# Université confédérale Léonard de Vinci
Ne doit pas être confondu avec Pôle universitaire Léonard-de-Vinci.
L'université confédérale Léonard de Vinci (UCLdV) est un regroupement universitaire ayant existé entre 2009 et 2021. Il associe les universités de Limoges et Poitiers.

## Historique

### PRES Limousin Poitou-Charentes

Logo en 2014.

Le pôle de recherche et d'enseignement supérieur Limousin Poitou-Charentes est créé en 2009 sous la forme d’un établissement public de coopération scientifique.
Son siège se situait à Poitiers. Il était présidé  par Gérard Blanchard et, en 2011, Jacques Fontanille lui a succédé pour un mandat de deux ans. Mathias Tranchant a ensuite occupé le poste de président du PRES Limousin Poitou-Charentes par intérim à partir du 1er juin 2012.
Fin 2012, Bernard Legube, président de l'ENSi Poitiers à l'époque, a été désigné pour diriger le PRES,.

### Comue Léonard de Vinci (Centre, Limousin, Poitou-Charentes)
Les établissements d’enseignement supérieur et de recherche et les organismes de recherche des régions Centre-Val de Loire, Limousin et Poitou-Charentes constituent en juillet 2015, une Communauté d'universités et établissements (COMUE) inter-académique en application des dispositions de la loi relative à l'enseignement supérieur et à la recherche de 2013. Cette COMUE prend le nom d’Université confédérale Léonard de Vinci et prend la suite des PRES Limousin Poitou-Charentes et Centre-Val de Loire Université,.

### Comue Léonard de Vinci (nord de la Nouvelle-Aquitaine)
En même temps que les établissements d'enseignement supérieur et de recherche des ex-régions Limousin et Poitou-Charentes se rapprochent avec ceux de Centre-Val de Loire, les régions Limousin et Poitou-Charente fusionnent le 1er janvier 2016 avec l'Aquitaine pour former la Nouvelle-Aquitaine en application de la loi relative à la délimitation des régions, aux élections régionales et départementales et modifiant le calendrier électoral.
En 2017, les universités de  Tours, Orléans et l'INSA CVL recréent la Communauté d'universités et établissements Centre-Val de Loire et l'université de La Rochelle rejoint la Communauté d'universités et établissements d'Aquitaine (une grande partie de la région Nouvelle-Aquitaine). La COMUE Léonard de Vinci est alors recentrée sur le nord de la région Nouvelle-Aquitaine,. 
Loïc Vaillant est élu président le 7 avril 2016.
En 2021, l'établissement est dissout.

## Membres
Le  regroupement comprend les membres de la COMUE, ainsi que ses associés et partenaires, s’engageant sur tout ou partie du projet partagé. Les membres, les associés et les partenaires conservent leur personnalité morale. Les membres en 2017 sont : 
- l'université de Limoges ;
- l'université de Poitiers ;
- l'École nationale supérieure de mécanique et d'aérotechnique.

Des partenariats ont été établis en juin 2018 avec :
- Institut des hautes études de l’éducation et de la formation
- Centre national d'enseignement à distance
- Canopé (réseau)
- Centre de ressources, d'expertise et de performance sportives